# Maks Fabiani
Maximilian »Maks« Fabiani, arhitekt in urbanist, * 29. april 1865, Kobdilj, Avstro-Ogrska (danes Republika Slovenija), † 12. avgust 1962, Gorica, Italijanska republika.

## Življenjepis

### Mladost, šolanje in študij
Maks Fabiani je bil rojen v premožni družini v Kobdilju pri Štanjelu na Krasu, njegov oče je bil Italijan  Antonio Fabiani iz Bergama, mati pa Južnotirolka Charlotte von Kofler. Bil je eden najmlajših od štirinajstih otrok, sedmih fantov in sedmih deklet. Po končani ljudski šoli v domačem kraju je sedem let obiskoval realko v Ljubljani. Maturiral je leta 1883. Bil je med najboljšimi učenci svoje generacije na tej šoli. Med njegovimi sošolci je bil leto starejši Albin Belar. V srednji šoli je Maks izpopolnil znanje slovenščine in nemščine, ob tem italijanščine in francoščine, kakor pričajo izpisi v objavljenih šolskih poročilih (Jahresbericht, 1883). Po maturi je na Dunaju, na tehniški fakulteti študiral arhitekturo. Izkazal se je s svojim vsestranskim znanjem ter kasneje z doktoratom za urbanistične dosežke (Ljubljana, Bielsko). Njegov doktorat je bil prvi tovrstni doktorat na Dunaju. Po zaključenem študiju in vojaški obveznosti se je s štipendijo za tri leta napotil na študijsko potovanje skozi Grčijo do Male Azije (1892–1894). Potoval je tudi po zahodni Evropi, vse do Belgije. 

### Dunajsko obdobje
Postal je ugleden dunajski ustvarjalec, priljubljen v dvornih krogih. Sodeloval je kot svetovalec prestolonaslednika Franca Ferdinanda. Zanj je urejal češki grad Konopište, zlasti vrtove. Njegove palače na Dunaju stojijo večinoma na zelo elitnih lokacijah in kažejo nove arhitekturne usmeritve, ki niso omejene le na wagnerjansko secesijo: Artaria (delno predelano pritličje), zavestno historicistična Urania (ima kasneje prizidan nov vhod), zgledno secesijska je Portois&Fix. V Trstu so po njegovih načrtih nasproti borze zgradili bogato okrašeno hišo Casa Bartoli in v jedru mesta, ob velikem trgu slovenski Narodni dom (nasilno zažgan 13. julija 1920). Palača je bila njegova ključna arhitektura z obliko, opremo in vsebino. Raznolike namembnosti Narodnega doma so verjetno vplivale na Vancaša pri konceptu Hotela Union in njegove dvorane. Narodni dom je bil skupaj z opremo sodobna celostna umetnina, pionirska arhitektura art decoja, kakršne Trst ali Ljubljana nista imela vse 20. stoletje. 

### Vrnitev na Kras
Pred koncem prve svetovne vojne je ob izteku leta 1917, v 53. letu starosti, odšel z Dunaja, kjer je zapustil bleščečo univerzitetno kariero, mednarodno slavo, velemestne udobnosti in nemške nacionalistične pritiske, značilne posebej za čas vojne. Vrnil se je na Kras in se zaradi navezanost na rodne kraje in družino, posebej mater, začel ukvarjati s prenovo vasi na Krasu in med vojno uničenih naselij v Furlaniji. Oktobra 1918 je bil imenovan za predstojnika Urada za obnovo stavb Gorice in Gradiške in pred marcem 1919, ko je bil urad razpuščen, je ob rekonstrukciji stavb goriškega gradu dodal kamnitega beneškega leva nad  vhodni portal gradu, kjer ga prej ni bilo. Istega leta je bil imenovan za profesorja na gimnaziji v Gorici. 
Fabiani je zelo zgodaj in naivno podlegel fašistični ideologiji in se maja 1921 v Gorici včlanil v fašistično stranko, čeprav so prav fašisti nekaj mesecev prej uničili, zažgali njegov Narodni dom v Trstu in so mu te oblasti preprečevale ustrezno zaposlitev. Morda je upal, da bo odnos do njegove arhitekture zato drugačen. Udeleževal se je nekaterih fašističnih manifestacij in proslav v strankarski uniformi. Vpisan je bil v vojaško vejo fašistične stranke (MVSN), kjer je 15. 5.1921 postal formalno vodja fašistične škvadre. Te so na Primorskem tega leta pobile že 12 upornih Slovencev. Bil je aktiven v fašističnem sindikatu inženirjev in arhitektov. Sodeloval je  na sejah na prefekturi v Gorici, kjer je tekla beseda o poitalijančevanju Slovencev. Trikrat je bil sprejet pri Mussoliniju v zvezi z obravnavo političnih zadev na Primorskem. Leta 1935 ga je goriški prefekt imenoval za podestà (župana) občine Štanjel. Fabiani je prejel odlikovanje viteza italijanskega kraljestva (Cavaliere del Regno d'Italia), nagrado, ki so jo za usluge režimu in domovini prejeli le redki. Njegove stavbe pa so bile še naprej žrtev različnih režimov. Trgovski dom v Gorici, ki je bil zgrajen leta 1903 po njegovem načrtu in je bil namenjen slovenskim organizacijam, so oblastniki spremenili v Casa del fascio.  Ostareli župan Štanjela je bil formalni vodja oddelka fašistične milice še v obdobju, ko so množično pretepali in mučili ljudi, jih aretirali in pošiljali v zapore in italijanska taborišča. Leta 1928 so oblastniki v Kobdilju aretirali tudi Fabianijevega sina Lorenza, ki ni odobraval tega fašističnega terorja, in ga odpeljali v konfinacijo. Ko se je 1942 na Primorskem začelo razvijati partizanstvo, so škvadristi napadali Slovence, plenili in sežigali hiše ter ubijali civiliste. Po bitki pri mostu nad Branico so škvadristi pobili 7 civilistov iz Štjaka in okolice, zažgali veliko hiš in pregnali prebivalce. Fabiani naj bi po nezanesljivih virih od vstopa v fašistično stranko prekinil stike s Slovenci in bil do konca zvest fašizmu. Dejstva kažejo, da je arhitekt v tem času oblikoval tudi nagrobnik za svojo mater; nagrobnik ima ob nemškem in italijanskem napisu tudi slovensko besedilo, kar je bilo tedaj zelo redko in kaže Fabianijevo spoštovanje do rojakov. 
Manjši arhitekturni projekt, ki ga je Fabiani izvršil kot podestà, je bila hiša Casa del Fascio v Štanjelu. Za pospešitev italijanizacije domačega prebivalstva so si oblastniki zamislili nadstropno fašistično hišo s prostori za organizacijo dopolavoro, površinami za šport in zborovanja (adunate). Arhitekti so sprejeli Fabianijev načrt in ga odobrili. Hiša je bila odprta septembra 1941, z veliko fašistično manifestacijo na Krasu. Po koncu vojne starega gospoda zaradi njegovih uniform ali govorov ni nihče preganjal. Fabianiju ni uspelo zavarovati Štanjela niti njegove lastne hiše v Kobdilju z bogatim arhivom, ki so jo požgali.
Maks Fabiani je umrl leta 1962 v Gorici v pozni starosti. Pokopan je na pokopališču rodne vasi, pri sv. Gregorju.

## Arhitekt in urbanist
Fabiani je bil eden najpomembnejših urbanistov avstrijske monarhije in inovator v arhitekturi na prehodu iz 19. v 20. stoletje. Združil je klasična izhodišča z najbolj sodobnimi načini izpeljave prometnic in umeščanjem trgov na ključnih točkah naselij. Bil je profesor na dunajski tehniški univerzi, umetnostni svetovalec Franca Ferdinanda, neformalno tudi ljubljanskega župana Hribarja. Za sodelavca ga je k sebi povabil Otto Wagner. Skupaj sta napisala odmevno knjigo o moderni arhitekturi; vodilni in podpisani avtor je ostal Wagner. Knjiga je po letu 1895 doživela vrsto ponatisov in prevodov. V intervjuju za italijansko revijo La Nazione, ki je bil objavljen leta 1966 (posthumno), je arhitekt izjavil, da je pred prvo svetovno vojno v njegovem ateljeju na Dunaju krajši čas delal Adolf Hitler, ki ga je odpustil zaradi premajhne nadarjenosti in nezavzetosti pri delu. Ni dokumentarnih dokazov, da se je to res zgodilo, tako da je zgodba, včasih provokativnega Fabianija, morda legenda. Njegovo najbolj znano delo na Dunaju je večnamenska palača z observatorijem  Urania (1909 -1910), ki stoji ob robu Ringa, pri donavskem kanalu.

### Fabianijeva arhitektura v Ljubljani
Po ljubljanskem potresu leta 1895 je Fabiani izdelal nov urbanistični načrt za Ljubljano in ga tri leta kasneje samozavestno predstavil v posebni brošuri. Na podlagi tega načrta, povzetega v mestni načrt, je nastajalo današnje mestno središče med Masarykovo, Njegoševo, Roško, Karlovško, Aškerčevo in Prešernovo ter vzdolž parka Tivoli. Vse ceste je arhitekt načrtoval, preden je v mesto zapeljal prvi avtomobil. Bil je avtor sinteznega, sprejetega regulacijskega načrta popotresne Ljubljane in pomembnih, vzorčnih stavb in ureditev na ključnih točkah mesta. To so: Šentjakobsko župnišče ob Gornjem trgu in dekliška šola na robu Starega trga (zlasti kasneje delno uničena ureditev pročelij). Zgradbi sta posegli v ožje srednjeveško jedro Ljubljane, postavili nove gabarite in tlorisne sheme. Krisperjeva in Kleinmayr Bambergova hiša stojita ob dveh vogalih novo zasnovane Miklošičeve ceste, prva ob Slovenskem trgu nasproti Sodne palače,  druga ob Dalmatinovi ulici. Hribarjeva palača z antikizirajočima pročeljema in skrbno oblikovano streho stoji na Ajdovščini in sooblikuje njene gabarite. Ob Prešernovi in Šubičevi stoji nekdanji dekliški licej (zidava v dveh fazah: 1906, 1910) z dodanim internatom Mladika (arh. C. M. Koch). Sedaj obe stavbi zaseda Ministrstvo za zunanje zadeve. Na ključno točko mesta je Fabiani dal postaviti Prešernov spomenik; tedaj sporni kip je izdelal kipar Ivan Zajec.Fabiani je zasnoval posodobljeno mrežo ulic znotraj tega območja, posebej neposredne povezave Miklošičeve ter Resljeve ceste z železniško postajo in današnji, tako imenovani notranji ring, ki jih obdaja. Delno po ringu delno po vzporednih ulicah je načrtoval krožno progo tramvaja. Zaključek obvoznega ringa je bil pred kratkim postavljeni dvoetažni most pri Cukrarni (2012). Krožne proge tramvaja ali drugega javnega prevoza po ringu v Ljubljani še danes ni. Načrtoval je trge, postavitve spomenikov na njih in stavbe.

### Arhitektonsko urejanje Štanjela
Po vrnitvi na Kras ob koncu leta 1917 je Fabiani v Štanjelu načrtoval praktično vse, kar je bilo tam zgrajenega med obema vojnama. Nekateri načrti za Štanjel, podobno za številne vasi in mesta vse do roba Furlanije, so v tistem času predstavljali konceptualne novosti na področju evropskega načrtovanja. Zelo inovativne in občudovanja vredne so njegove vodovodne naprave z zbiralniki za vilo Ferrari in terasast vrt pod njo. 
Požig Kobdilja ob koncu vojne, lastninjenje vile po osamosvojitvi Slovenije in slabo upravljanje Štanjela so dolgo zakrivali pravo vrednost razglednega kraškega vrta, njegovih teras in obhodne poti. V obnovljenem štanjelskem gradu, ki je po velikosti in obsegu prekašal vse druge Fabianijeve stavbe na Krasu, je župan Fabiani uredil občinski urad, osnovno šolo, zdravstveni center, kinodvorano, veliko plesno dvorano, poslikano s freskami ter občinsko skladišče. Umestitev različnih javnih programov lokalnega središča v prenovljeni grad ima malo primerjav v evropskem prostoru. Fabiani pa je v Štanjelu nadaljeval sistem povezanih namembnosti, ki ga je uveljavil v Uraniji in v Narodnem domu v Trstu. Grad, kulturno središče, šola in občinski urad vasi, je bil pred koncem vojne požgan. Zgorel je tudi Fabianijev arhiv.

## Pomen Fabianijeve arhitekture
Na pomen Fabianija kot urbanista in sodobnega arhitekta v Sloveniji in posebej v Ljubljani je prvi opozoril Nace Šumi, ob njem v več zapisih Marjan Mušič. Isti je bil ključni avtor prve večje razstave v Narodni galeriji že leta 1966. Arhitekta je natančno znanstveno ovrednotil, posebej njegove posege na Dunaju in v Trstu, Marko Pozzetto. Vsi kasnejši pisci so povzemali njegove raziskave. Opozoril je na desetine urbanističnih načrtov, ki jih je Fabiani izdelal za različna naselja v Furlaniji, porušena med prvo svetovno vojno. Le malo teh načrtov je Fabiani podpisal, zato natančnega pregleda njegovega urbanističnega dela še ni. Več arhitektur na Dunaju, v Trstu in Ljubljani so degradirali z dozidavami, nadzidavami in spremembami funkcij. Zgledno nadgradnjo je izpeljal arhitekt Jurij Kobe za Dekliški licej v kompleksu Mladika, sedaj Ministrstvo za zunanje zadeve.
Šele danes Fabianiju stroka priznava, da sta skupaj z njegovim sodobnikom Jožetom Plečnikom postavila temelje moderne arhitekture na Slovenskem.

## Najpomembnejša dela
- načrti za ureditev popotresne Ljubljane, 1895 - 1896, 1899
- Vila Schwegel, Opatija, 1901-1902
- palača Artaria, Dunaj, 1901,
- palača Portois in Fix, Dunaj, 1899 - 1909,
- Mestna ubožnica, Vodmat, Ljubljana, 1897-1901
- postavitev spominskih poprsij, Karlov trg, Dunaj,
- načrt za ureditev Slovenskega trga (Miklošičev park), Ljubljana, 1895, 1902
- Šentjakobsko župnišče, Gornji trg, Ljubljana, 1900-1908
- Krisperjeva hiša, Miklošičeva, Ljubljana, 1900-1901
- Narodni dom, Trst, 1901-1904
- Hribarjeva palača na Ajdovščini, Ljubljana, 1902-1903
- Palača Bartoli, Trst, 1906-1908
- postavitev Prešernovega spomenika, Ljubljana, 1901-1905
- Trgovski dom, Gorica, 1903-1905
- Dekliški licej z internatom Mladika, (sedaj Ministrstvo za zunanje zadeve), Ljubljana, 1906-1910,
- palača Urania, Dunaj, 1905-1910,
- dekliška šola na Levstikovem trgu, pročelja, Ljubljana
- Bambergova hiša, Miklošičeva, Ljubljana, 1907
- Ureditev klančin parka Tivoli, Ljubljana
- Jakopičev paviljon, Tivoli, Ljubljana, 1908-1909
- tovarna Ringler, Bolzano (Bocen), 1913, uničeno
- Vila Storič in zdravstvena postaja, Komen, 1934
- Vrt vile Ferrari, Štanjel, 1920 - 1944
- Prenova gradu, Štanjel, 1930 - 1944
- Župnijska cerkev Lokavec 1933 - 1935
- Fašistični dom, Štanjel, 1941
- Vila Max, Kobdilj, uničeno
- Prenova posestva Fabiani, Kobdilj
- Grobnica Fabiani, Kobdilj, 1940

## Poimenovanja po arhitektu Maksu Fabianiju
- Fabianijeva ulica v Ljubljani
- Fabianijev most v Ljubljani
- Fabianijeva nagrada za urbanistične dosežke